# Fatalisme
Fatalisme er skæbnetro og sættes oftest i forbindelse med en religiøs variant af determinismen. Bredere forstået er fatalismen den psykologiske effekt af at anse begivenheder i livet som ude af ens egne hænder.
Hvor den filosofiske debat over determinismen især fokuserer på dennes udelukkelse af en abstrakt og metafysisk fri vilje, så er fatalismen snarere et spørgsmål om den konkrete daglige lykke og især ulykke. Hvor naturdeterminismen påstår, at alt er fysisk fastlagt i årsags-virknings forhold ned til den mindste detalje, så vil en fatalist ofte nøjes med at tro på at højere kræfter har besluttet (eller vil beslutte) store og vigtige linjer i ens liv.
Der er imidlertid forskellige grader af fatalisme, der kan skelnes fra hinanden i forhold til, hvordan man mener skæbnen fungerer.
Den totale/globale fatalisme omfatter alle ydre begivenheder samt alle indre passioner. Dvs. at den fuldstændigt fatalistiske person også vil inddrage sine egne handlinger i dette verdenssyn, idet denne vil påstå, at en medfødt natur også er skæbnebestemt. Ens natur bestemmer, hvad der gør en lykkelig, hvorfor det fra et fatalistisk perspektiv ville være tåbeligt at forsøge at modstå den – og i alle tilfælde at sætte sig op mod skæbnen. Om ens egne handlinger fører til gode ting eller til ruin er så op til højere magter.
Alternativt kan en fatalisme nøjes med omfatte eksterne begivenheder i den forstand, at man kun i meget lille grad kan ændre verden, men at man f.eks. igennem træning trods alt kan komme til magte ens egne dispositioner og indre passioner. Stoicismen er det måske det mest prominente eksempel på en filosofisk retning, der har forsøgt at kultivere en sådan indstilling.
| filosofi | Spire Denne filosofiartikel er en spire som bør udbygges. Du er velkommen til at hjælpe Wikipedia ved at udvide den. |